# Darrell Porter
Darrell Ray Porter (né le 17 janvier 1952 à Joplin, Missouri, États-Unis et mort le 5 août 2002 à Sugar Creek, Missouri) est un receveur de baseball qui joue en Ligues majeures de 1971 à 1987. 
Quatre fois invité au match des étoiles, Porter est un gagnant de la Série mondiale avec les Cardinals de Saint-Louis. Il est élu joueur par excellence de la Série de championnat 1982 de la Ligue nationale et meilleur joueur de la Série mondiale 1982.

## Carrière

### Brewers de Milwaukee
Darrell Porter est le choix de première ronde des Brewers de Milwaukee en juin 1970. Il est le quatrième athlète au total sélectionné cette année-là par un club du baseball majeur. Il fait ses débuts le 2 septembre 1971 avec les Brewers. Après une quarantaine de matchs joués pour Milwaukee en 1971 et 1972, il joue sa saison recrue en 1973 et affiche d'emblée les caractéristiques qui seront les siennes durant sa carrière : un frappeur affichant une moyenne au bâton peu notable, mais capable de démontrer de la puissance et de cogner sa part de coups de circuit. Porter maintient une moyenne au bâton de ,254 en 117 matchs à sa première année complète, avec 16 circuits et 67 points produits. Le receveur des Brewers termine en fin d'année en troisième place du vote tenu pour déterminer la recrue de l'année en Ligue américaine de baseball, un prix remporté par Al Bumbry des Orioles de Baltimore.
Porter enchaîne des saisons de 12 et 18 coups de circuit. Il joue pour Milwaukee jusqu'en 1976 et représente l'équipe au match des étoiles à l'été 1974.

### Royals de Kansas City
Le 6 décembre 1976, les Brewers échangent le receveur Porter et le lanceur droitier Jim Colborn aux Royals de Kansas City en retour du voltigeur Jim Wohlford, du joueur d'utilité Jamie Quirk et du lanceur gaucher Bob McClure.
Porter joue quatre saisons entières à Kansas City. Il honore trois autres sélections consécutives au match des étoiles, de 1978 à 1980. En 1979, il établit ses records personnels de 155 coups sûrs, 20 circuits, 112 points produits et 101 points marqués en 157 matchs, en plus d'afficher une moyenne au bâton de ,291 et de mener les Ligues majeures avec 121 buts-sur-balles obtenus des lanceurs adverses et 13 ballons sacrifice. Il est considéré au titre de joueur par excellence de la saison régulière, prenant le 10e rang du vote gagné par Jim Rice en 1978 et le 9e rang du scrutin remporté par Don Baylor en 1979.
Porter aide les Royals à remporter trois fois en quatre ans le championnat de la division Ouest de la Ligue américaine. Malgré de bonnes performances de Porter en séries éliminatoires, l'équipe échoue deux fois face aux Yankees de New York lors des Séries de championnat de 1977 et 1978 avant d'enfin éliminer leurs rivaux en finale 1980 de la Ligue américaine. Porter ne frappe cependant que trois coups sûrs en huit parties éliminatoires en 1980, où les Royals s'inclinent en Série mondiale devant Philadelphie.
Le 14 mai 1977, Porter est le receveur de Jim Colborn, le lanceur qui réussit le premier match sans point ni coup sûr au Royals Stadium de Kansas City par un artilleur des Royals.

### Cardinals de Saint-Louis
Porter est agent libre et signe en décembre 1980 un contrat avec les Cardinals de Saint-Louis, pour qui il évolue jusqu'en 1985.
Il connaît ses moments les plus mémorables en carrière dans les séries éliminatoires de 1982. Il maintient une spectaculaire moyenne au bâton de ,556 dans les trois matchs de la Série de championnat de la Ligue nationale entre les Cardinals et les Braves d'Atlanta. Avec huit coups sûrs, dont un circuit, et cinq points produits dans la Série mondiale 1982, Porter aide son club à renverser son ancienne équipe, les Brewers de Milwaukee, et à remporter le titre du baseball majeur pour la première fois depuis 1968. Porter est élu joueur par excellence de la Série de championnat et joueur par excellence de la Série mondiale. Il n'est que le deuxième joueur à mériter ces deux prix la même année, rééditant l'exploit de Willie Stargell des Pirates de Pittsburgh de 1979.
Le 26 septembre 1983, Porter est pour la deuxième fois de sa carrière le receveur d'un lanceur qui réussit un match sans point ni coup sûr lorsque Bob Forsch accomplit l'exploit à Saint-Louis contre les Expos de Montréal.
Joueur sur le déclin par la suite, Porter joue une dernière fois en Série mondiale, une fois de plus contre l'une de ses équipes précédentes. Mais les Cardinals s'inclinent en Série mondiale 1985 devant les Royals de Kansas City.

### Rangers du Texas
Il rejoint les Rangers du Texas comme agent libre et y passe les deux dernières saisons de sa carrière, en 1986 et 1987.

### Palmarès
Le receveur Darrell Porter a disputé un total de 1782 parties dans le baseball majeur. Il réussit 1369 coups sûrs et frappe dans une moyenne au bâton en carrière de ,247. Il compte 188 circuits, 826 points produits et 765 points marqués.

## Vie personnelle
Durant l'entraînement de printemps en 1980, l'ancienne vedette des Ligues majeures Don Newcombe est invité à discuter avec les joueurs de consommation d'alcool et de drogues. À la suite de cette rencontre, Porter passe six semaines en cure de désintoxication et renonce à sa consommation abusive de drogues. Il relate ces expériences dans son livre Snap Me Perfect! The Darrell Porter Story, publié en 1984, faisant de lui l'un des premiers athlètes à aborder ouvertement la question de l'addiction dans le baseball professionnel. Il admet aussi dans sa biographie avoir été très concerné par son problème de toxicomanie avant d'entrer en réhabilitation, au point d'en devenir paranoïaque et d'attendre dans sa maison avec une arme à feu, convaincu que le commissaire du baseball de l'époque, Bowie Kuhn, savait tout de sa consommation et allait le démasquer.
Porter est trouvé mort le 5 août 2002 près de son véhicule à Sugar Creek, dans le Missouri. Bien qu'il ne soit pas mort d'une surdose de drogue, des traces de cocaïne apparaissent à l'autopsie. Il serait plutôt mort de l'hyperactivité entraînée par le délirium. Il avait 50 ans.